# Peinture danoise

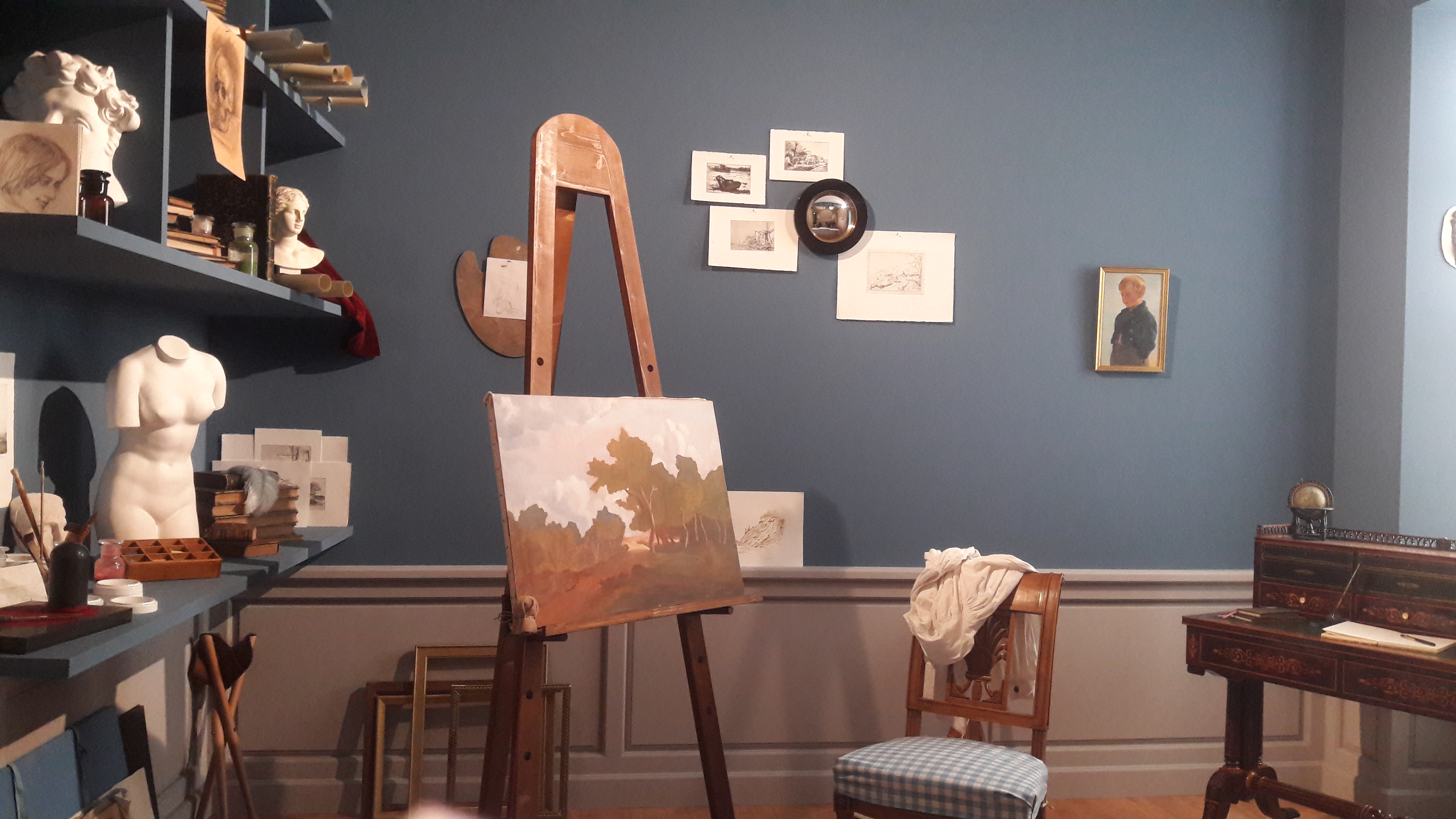
Reconstitution d'un atelier de peintre danois au

À l'exception des peintres du mouvement CoBrA comme Asger Jorn et de Vilhelm Hammershøi que l'on a redécouverts en France à la suite du cinquantenaire du mouvement CoBrA (pour Jorn) et d'une exposition au musée d'Orsay à Paris en 1998-99 (pour Hammershøi), les peintres danois restent peu connus car ils ont très peu quitté leur pays :

« Après la libération du Danemark, Jorn fut le seul du groupe expérimental qui eut assez de courage pour étendre ses activités à l'étranger et établit des contacts avec des artistes d'autres pays. A vrai dire, ses camarades n'éprouvaient pas le besoin impérieux de franchir les frontières de leur pays dans la mesure où ils y jouissaient d'un certain prestige et où ils avaient maintes occasions de montrer leurs œuvres dans des galeries et des musées... »

## XVIIIesiècle
L'Académie royale danoise des Beaux-Arts, créée en 1754, suivant la tendance générale européenne, vise à développer une école nationale et à réduire l'importation d'œuvres et d'artistes d'autres pays.
- Nicolai Abraham Abildgaard
- Jens Juel
- Benoît Le Coffre
- Simon Malgo
- Carl Gustaf Pilo

## XIXesiècle
- Carl Frederic Aagaard
- Mogens Ballin, nabi
- Friedrich Britze

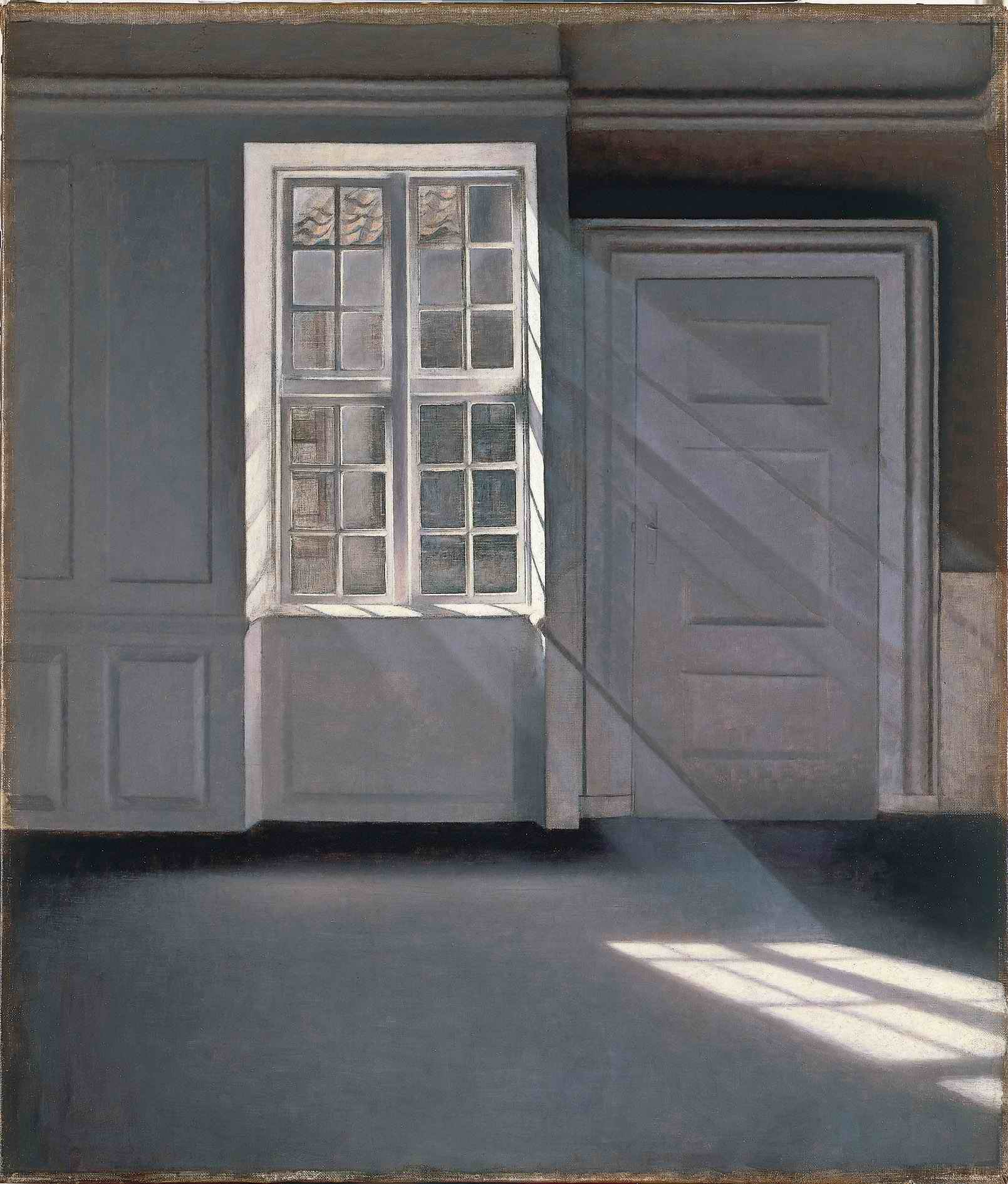
1900, La danse de la poussière dans les rayons du soleil, par Vilhelm Hammershøi, principal peintre du siècle

- Paul Gustave Fischer, impressionniste et naturaliste
- Lorenz Frølich
- Albert Gottschalk
- Vilhelm Hammershøi
- Carl Holsøe (1863-1935), peintre d'intérieurs
- Oluf Høst, impressionniste
- Antonio Jacobsen, marines
- Christian Gotlieb Kratzenstein-Stub, classique romantique
- Janus La Cour
- Emilie Mundt
- Theodor Philipsen
- Ferdinand Richardt
- Laurits Andersen Ring, symboliste
- Johan Rohde
- Jens Søndergaard, impressionniste

### Âge d'or de la peinture danoise
- Wilhelm Ferdinand Bendz,
- Christoffer Wilhelm Eckersberg, précurseur du mouvement,
- Constantin Hansen,
- Christen Købke,
- Albert Küchler,
- Wilhelm Marstrand (1810–1873),
- Martinus Rørbye (1803–1848),
- C.A. Jensen (1792–1870), portraitiste.
- Jørgen Roed (1808–1888), portraits, et thèmes religieux, dont Jesu Korsfæstelse (Crucifixion de Jesus) pour la restauration de l'église du palais de Frederiksborg,
- Johan Lundbye (1818–1848), paysages et animaux, dont Kystparti ved Isefjord (Vue sur la côte vers Isefjord),
- P.C. Skovgaard (1817–1875), paysagiste,
- Elisabeth Jerichau-Baumann (1819–1881), portraitiste,
- Carl Heinrich Bloch (1834–1890), peintre d'histoire, surtout biblique, dont 23 tableaux au palais de Frederiksborg,
- Edvard Eriksen (1876–1959), surtout connu comme sculpteur.

En octobre 2020, le Petit Palais à Paris présente une exposition, en collaboration avec le Statens Museum for Kunst (SMK) de Copenhague et le Nationalmuseum de Stockholm, de près de 200 oeuvres, dédiée aux plus belles heures de la peinture danoise, de 1801 à 1864.

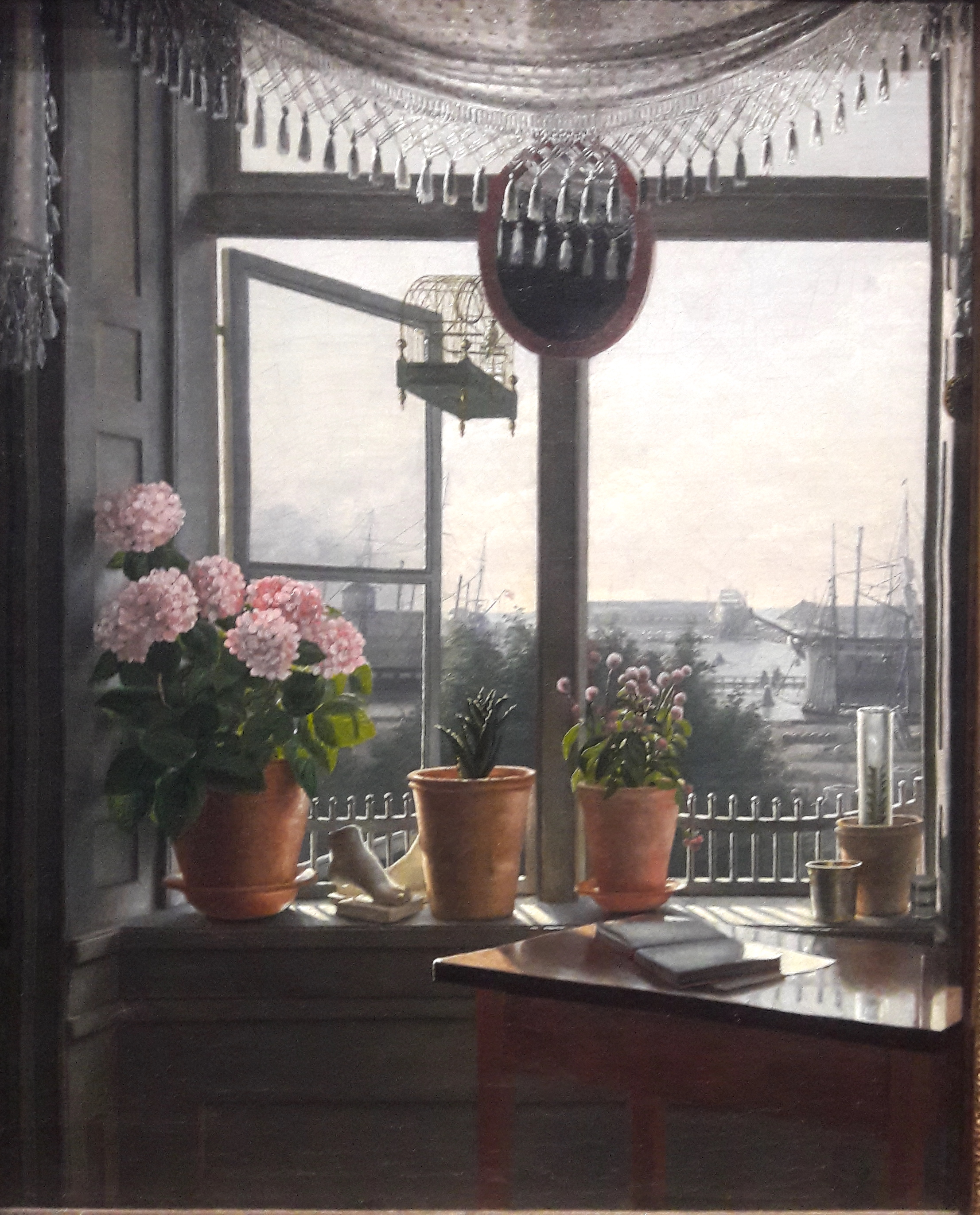
Vue depuis la chambre de l'artiste par Martinus Rǿbye, 1825
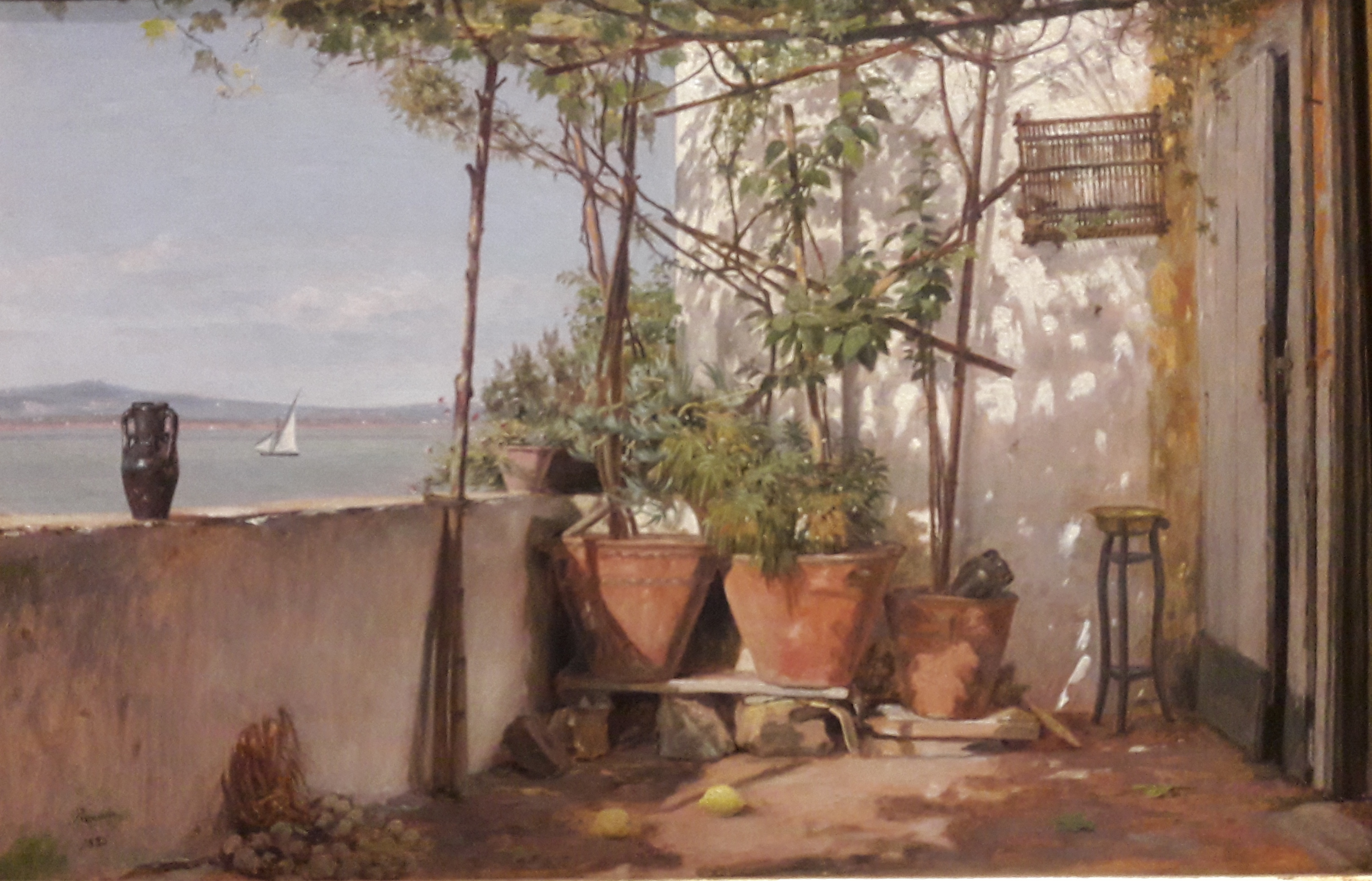
Loggia à Procida par Martinus Rorbye, 1835
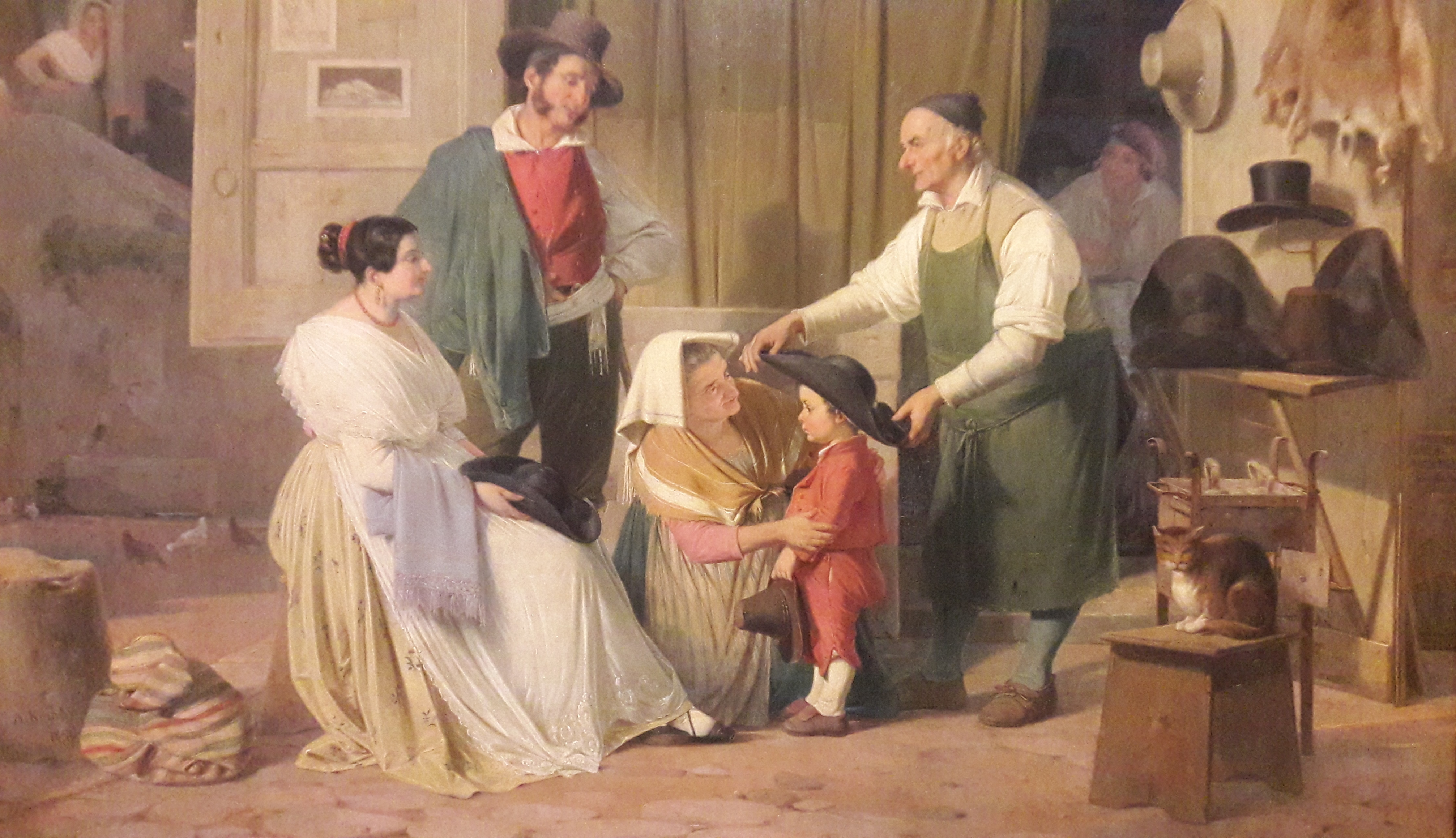
Des paysans romains achetant un chapeau pour leur petit garçon destiné à devenir prêtre par Albert Küchler, 1840

### Les peintres de Skagen
La première visite de Drachmann et Madsen à Skagen, à l'extrême nord du Jutland, date de 1871.
Et cela devient vite une colonie d'artistes particulièrement créatrice.
- Michael Peter Ancher (1849-1927),
- Anna Ancher (1869-1935),
- Holger Drachmann,
- Marie Krøyer,
- Peder Severin Krøyer (1851-1927),
- Viggo Johansen,
- Carl Locher (1851-1915),
- Karl Madsen (1855-1938),
- Thorvald Niss,
- The Skagen (1846–1908),
- Laurits Tuxen (1853-1927),

Participent aussi :
- le norvégien Christian Skredsvig (1854–1924),
- le symboliste Jens Ferdinand Willumsen (1863–1958).

Un peu plus tard, l'équivalent se développe à Funen, avec les encouragements de Johannes Larsen (1867–1961) et l'inspiration de Theodor Philipsen. Le groupe comprend :
- Jens Birkholm,
- Karl Schou,
- Harald Giersing,
- Anna Syberg,
- Christine Swane,
- Alhed Larsen.

### Modernisme et expressionnisme
- Theodor Philipsen (1840–1920), impressionniste, après ses contacts avec Gauguin,
- Laurits Andersen Ring (1854–1933), symboliste, paysages villageois du sud de la Zélande,
- Paul Gustave Fischer (1860–1934), impressionniste romantique, scènes de vie urbaine et de bains,
- Vilhelm Hammershøi (1864–1916), peintre d'intérieurs, et d'espaces presque vides.

## XXesiècle
L'expressionnisme danois de l'entre-deux-guerres :
- Jens Søndergaard,
- Oluf Høst.

Le Corner groupe d'artistes, fondé en 1932:
- Niels Lergaard,
- Lauritz Hartz,
- Karl Bovin...

L'école de Bornholm, vite visible au Bornholm Art Museum, près de Gudhjem :
- Edvard Weie, le suédois Karl Isakson, Olaf Rude, Kræsten Iversen, Oluf Høst, Niels Lergaard

L'association Grønningen, de peintres de la nature et de la vie quotidienne :
- Erik Hoppe,
- Knud Agger...

Autres :
- Sigurd Swane (1879–1973), fauve, puis peintre de forêts riches en verts, jaunes, bleus, puis peintre de paysages ilumineux, durant sa vie à la ferme d'Odsherred, au nord ouest de la Zéande.
- Harald Giersing (1881–1927), développeur du modernisme dans les années 1910-1920,
- Vilhelm Lundstrøm (1893–1950), moderniste, cubiste : natures mortes avec oranges, nus cubistes,
- Richard Mortensen (1910–1993), surréaliste, inspiré par Wassily Kandinsky, cofondateur du groupe "Linien", membre également du groupe de Grønningen group, puis peintre expressionniste,
- Asger Jorn (1914–1973), artiste, peintre, écrivain, céramiste,
- Victor Isbrand, (1897-1989), peintre et pédagogue,

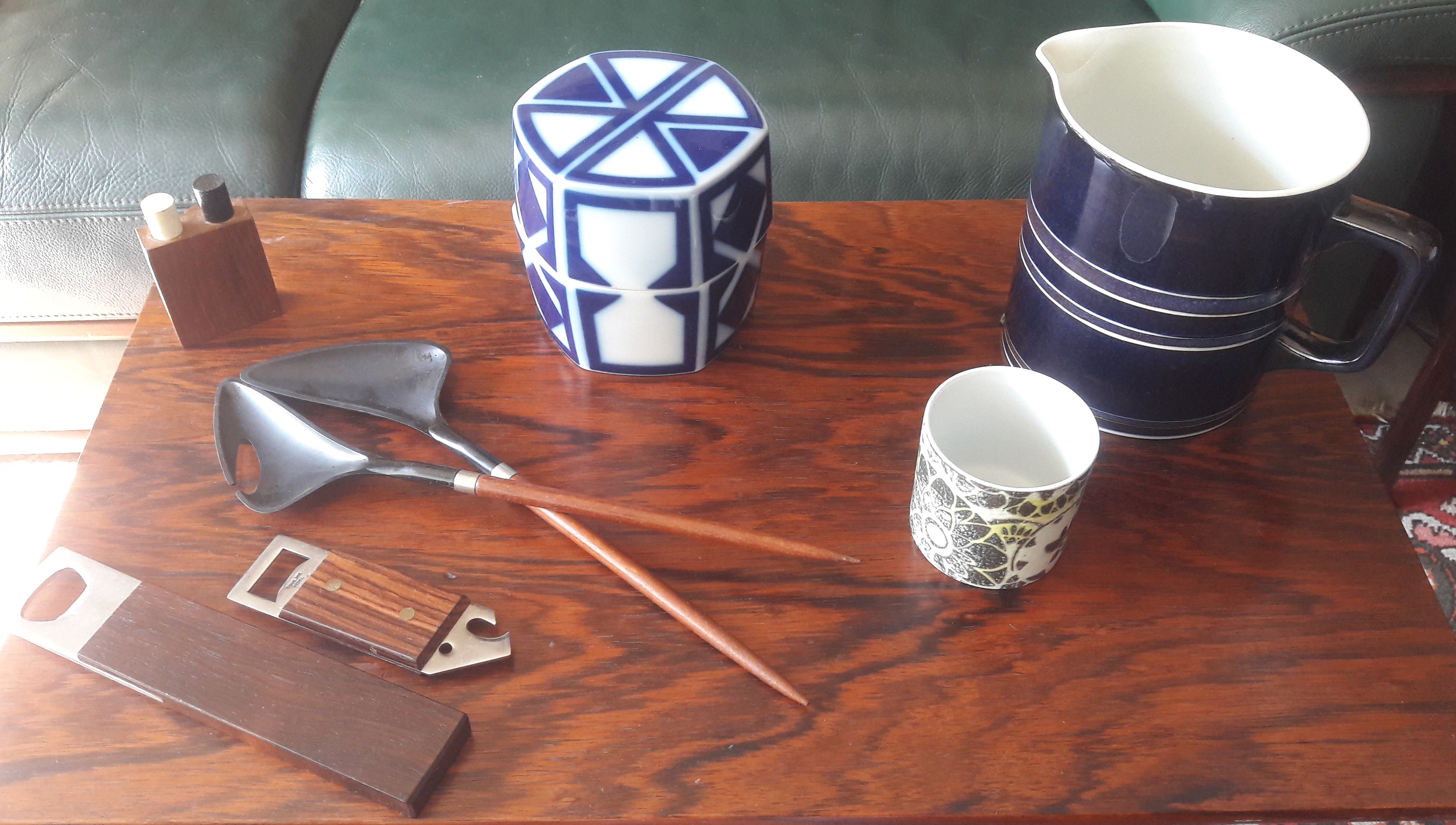
Design danois, années 1960-1990

Le design danois a pris une importance internationale dans les décennies suivant la Seconde Guerre mondiale, en particulier dans les meubles. Le style danois est le précurseur du style général Scandinavian Design, popularisé par IKEA. Parmi les plus connus : Finn Juhl (1912-1989), Nanna Ditzel (1923-2005), Hans Wegner (1914-2007), Arne Jacobsen (1902-1971).

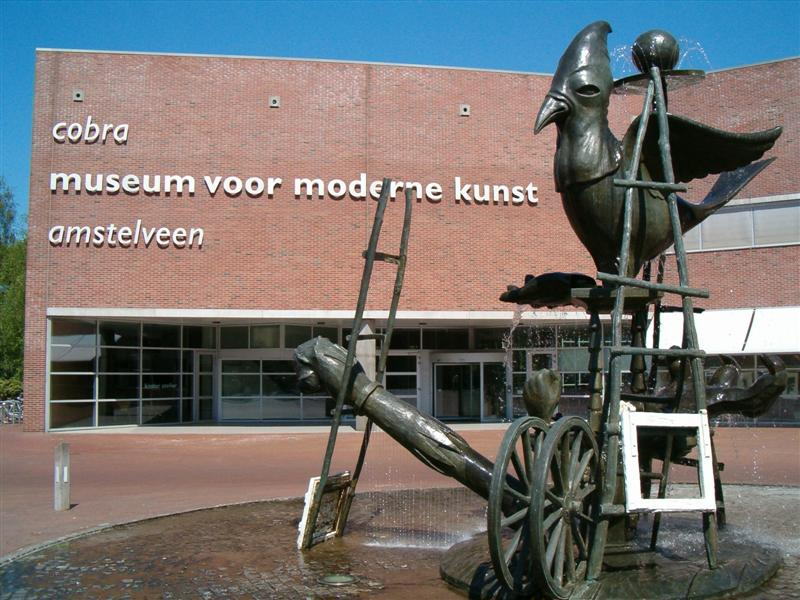
Cobra Museum à Amstelveen, aux Pays-Bas

- Else Alfelt
- Albert Bertelsen
- Émile Théodore Frandsen
- Berit Heggenhougen-Jensen
- Henrik Lund, Grönland
- Gerda Wegener
- Jens Ferdinand Willumsen

### CoBrA
- Ejler Bille
- Henry Heerup
- Egill Jacobsen
- Asger Jorn
- Per Kirkeby
- Jørgen Nash
- Erik Ortvad
- Carl-Henning Pedersen